# Josef Hauser (Wasserballspieler)
Josef Hauser (* 10. März 1910; † 10. August 1981) war ein deutscher Wasserballspieler.
Josef "Bubi" Hauser spielte für den SV München 99 und (1946) für den Männerschwimmverein München. In der deutschen Nationalmannschaft schaffte er 23 Einsätze. Dabei kam er bei den Olympischen Spielen 1936 auf sechs Einsätze und pausierte nur im letzten Spiel der Zwischenrunde. In der dortigen Finalrunde gelang der deutschen Mannschaft ein 2:2 gegen die Ungarn, die aber durch das bessere Torverhältnis Gold vor dem deutschen Team erhielten. Zwei Jahre später gewann die deutsche Mannschaft mit ihm bei der Europameisterschaft 1938 in London ebenfalls Silber hinter den Ungarn.
Neben seiner sportlichen Karriere arbeitete Josef Hauser 1946 bei der Berufsfeuerwehr.